# Karl Mossberg
Karl Oscar Mossberg, född den 30 april 1860 i Förlösa socken, Kalmar län, död den 15 juni 1923 i Kalmar, var en svensk ämbetsman.
Mossberg blev student vid Lunds universitet 1879 och avlade examen till rättegångsverken där 1883. Han blev vice häradshövding 1886, extra länsnotarie i Kalmar län 1889 och ordinarie länsnotarie där 1890. Mossberg var tillförordnad landssekreterare i samma län 1898–1904 och ordinarie landssekreterare där 1904–1923. Han blev riddare av Nordstjärneorden 1909 och kommendör av andra klassen av samma orden 1922. Mossberg vilar på Södra kyrkogården i Kalmar.